# Kanurennsport-Weltmeisterschaften 1986
Die 20. Kanurennsport-Weltmeisterschaften fanden 1986 in Montreal (Kanada) statt.
Es wurden Medaillen in 18 Disziplinen des Kanurennsports vergeben: sechs Canadier und neun Kajak-Wettbewerbe der Männer sowie drei Kajak-Wettbewerbe der Frauen.

## Ergebnisse

### Männer

#### Canadier
| Event        | Gold                                   | Zeit | Silber                                               | Zeit | Bronze                                       | Zeit |
| ------------ | -------------------------------------- | ---- | ---------------------------------------------------- | ---- | -------------------------------------------- | ---- |
| C-1 500 m    | DDR Olaf Heukrodt                      |      | Rumänien Aurel Macarencu                             |      | Bulgarien Nikolaj Buchalow                   |      |
| C-1 1000 m   | Rumänien Aurel Macarencu               |      | Sowjetunion Ivans Klementjevs                        |      | Jugoslawien Ivan Sabijan                     |      |
| C-1 10.000 m | Rumänien Aurel Macarencu               |      | Jugoslawien Ivan Sabijan                             |      | Frankreich Didier Hoyer                      |      |
| C-2 500 m    | Ungarn János Sarusi Kis István Vaskuti |      | Sowjetunion Victor Reneischi Alexander Kalnitschenko |      | DDR Ulrich Papke Ingo Spelly                 |      |
| C-2 1000 m   | Ungarn János Sarusi Kis István Vaskuti |      | Polen Marek Łbik Marek Dopierała                     |      | BR Deutschland Wolfram Faust Hartmut Faust   |      |
| C-2 10.000 m | Polen Marek Łbik Marek Dopierała       |      | Rumänien Dumitru Bețiu Vasile Lehaci                 |      | Dänemark Arne Nielsson Christian Frederiksen |      |

#### Kajak
| Event        | Gold                                                                                  | Zeit | Silber                                                                             | Zeit | Bronze                                                                              | Zeit |
| ------------ | ------------------------------------------------------------------------------------- | ---- | ---------------------------------------------------------------------------------- | ---- | ----------------------------------------------------------------------------------- | ---- |
| K-1 500 m    | Vereinigtes Königreich Jeremy West                                                    |      | Ungarn Zsolt Gyulay                                                                |      | Sowjetunion Ihor Nahajew                                                            |      |
| K-1 1000 m   | Vereinigtes Königreich Jeremy West                                                    |      | Ungarn Ferenc Csipes                                                               |      | DDR Harry Nolte                                                                     |      |
| K-1 10.000 m | Ungarn Ferenc Csipes                                                                  |      | Frankreich Bernard Brégeon                                                         |      | Sowjetunion Stanislaw Borejko                                                       |      |
| K-2 500 m    | BR Deutschland Reiner Scholl Thomas Pfrang                                            |      | Ungarn András Rajna Attila Adrovicz                                                |      | Sowjetunion Wiktor Pusew Sergei Superata                                            |      |
| K-2 1000 m   | Rumänien Daniel Stoian Angelin Velea                                                  |      | DDR André Wohllebe Frank Fischer                                                   |      | Australien Grant Kenny Steve Wood                                                   |      |
| K-2 10.000 m | Ungarn Gábor Kulcsár László Gindl                                                     |      | Sowjetunion Sergej Kornejewez Wiktor Detkowski                                     |      | Rumänien Daniel Stoian Angelin Velea                                                |      |
| K-4 500 m    | DDR Andreas Stähle André Wohllebe Jens Fiedler Frank Fischer                          |      | Sowjetunion Oleksandr Motusenko Serhij Kirsanow Nikolai Scherschen Wiktor Denissow |      | BR Deutschland Gilbert Schneider Detlef Schmidt Volker Kreutzer Thomas Reineck      |      |
| K-4 1000 m   | Ungarn Ferenc Csipes Zsolt Gyulay László Fidel Zoltán Kovács                          |      | DDR Guido Behling Hans-Jörg Bliesener Jens Fiedler Thomas Vaske                    |      | Polen Robert Chwiałkowski Kazimierz Krzyżański Grzegorz Krawców Wojciech Kurpiewski |      |
| K-4 10.000 m | Sowjetunion Nikolai Osseledez Grigori Medwedew Sergei Kiselew Alexander Akunischnikow |      | Rumänien Ionel Constantin Nicolae Feodosei Ionel Lețcae Alexandru Dulău            |      | Ungarn Tibor Helyi Tibor Böjti László Nieberl Kálmán Petrovics                      |      |

### Frauen

#### Kajak
| Event     | Gold                                                    | Zeit | Silber                                                                           | Zeit | Bronze                                                             | Zeit |
| --------- | ------------------------------------------------------- | ---- | -------------------------------------------------------------------------------- | ---- | ------------------------------------------------------------------ | ---- |
| K-1 500 m | Bulgarien Wanja Geschewa                                |      | DDR Kathrin Giese                                                                |      | Dänemark Yvonne Knudsen                                            |      |
| K-2 500 m | Ungarn Katalin Povázsán Erika Mészáros                  |      | Sowjetunion Nelli Korbukowa Tatjana Schistowa                                    |      | Bulgarien Wanja Geschewa Diana Palijska                            |      |
| K-4 500 m | Ungarn Erika Géczi Erika Mészáros Rita Kőbán Éva Rakusz |      | Sowjetunion Nelli Korbukowa Anschela Nadtochajewa Tatjana Schistowa Olga Slapnia |      | Rumänien Tecla Borcănea Luminița Munteanu Marina Ciucur Anna Larie |      |

## Medaillenspiegel
| Rang   | Nation                 | Gold | Silber | Bronze | Gesamt |
| ------ | ---------------------- | ---- | ------ | ------ | ------ |
| 1      | Ungarn                 | 7    | 3      | 1      | 11     |
| 2      | Rumänien               | 3    | 3      | 2      | 8      |
| 3      | DDR                    | 2    | 3      | 2      | 7      |
| 4      | Vereinigtes Königreich | 2    | –      | –      | 2      |
| 5      | Sowjetunion            | 1    | 6      | 3      | 10     |
| 6      | Polen                  | 1    | 1      | 1      | 3      |
| 7      | Bulgarien              | 1    | –      | 2      | 3      |
| 7      | BR Deutschland         | 1    | –      | 2      | 3      |
| 9      | Jugoslawien            | –    | 1      | 1      | 2      |
| 9      | Frankreich             | –    | 1      | 1      | 2      |
| 11     | Dänemark               | –    | –      | 2      | 2      |
| 12     | Australien             | –    | –      | 1      | 1      |
| Gesamt | Gesamt                 | 18   | 18     | 18     | 54     |